# 尖山站
尖山站位于甘肃省金昌市永昌县尖山村，是兰新铁路的一座火车站，等级为四等站，距兰州站440公里，距乌鲁木齐站1452公里，本站及相邻上下行区间均为电气化区段。本站仅办理货运，不办理客运业务。邮政编码为737207。